# Placentia (Kalifornien)
Placentia ist eine Stadt im Orange County im US-Bundesstaat Kalifornien mit 51.824 Einwohnern (Stand: 2020).

## Geografie
Das Stadtgebiet hat eine Größe von 17,1 km².

## Geschichte
1837 übertrug der für das Gebiet des jetzigen südlichen Kaliforniens zuständige mexikanische Gouverneur einen gewaltigen Landstreifen, der die heutigen Städte Anaheim, Fullerton, La Habra, Placentia und Yorba Linda umfasst, an Juan Ontiveros, der El Rancho San Juan Cajon de Santa Ana genannt wurde.
1865 kam mit Daniel Kramer der erste englischsprachige Pionier in das Gebiet und erwarb 16 km² Land. 1868 folgten William und Sarah Ann McFadden, die 400.000 m² erstanden und ihrer neuen Heimat den Namen „Placentia“ gaben, was aus dem Lateinischen abgeleitet so viel wie „ein angenehmer Ort zum Leben“ bedeuten sollte. 
1910 überzeugte A. S. Bradford, der auch das Straßennetz der Stadt anlegte, die Atchison, Topeka and Santa Fe Railway ihre Strecke nach Los Angeles durch Placentia zu legen. Die Bahnstation und die wachsende Agrarindustrie (Zitrusfrüchte, Walnüsse, Avocados und Trauben) verschafften der jungen Stadt bald größere Bedeutung. 
Dennoch lebten 1926 erst 500 Einwohner in Placentia und bis 1960 wuchs die Bevölkerung auf gerade einmal 5.000. Im Zuge der Eingemeindungen im Orange County in den folgenden zehn Jahren stieg die Einwohnerzahl der Gemeinde dann auf über 25.000. Inzwischen wurde die Marke von 50.000 Bewohnern überschritten.
In den 1990er Jahren war die Innenstadt Placentias im Vergleich zu seinen Nachbargemeinden heruntergekommen; von offizieller Seite wurde die Bahnlinie, die der Stadt ehemals den Wohlstand brachte, für den Niedergang verantwortlich gemacht. Durch das Alameda Corridor project im Süden von Los Angeles inspiriert, wurde das Projekt OnTrac ins Leben gerufen, das die Bahnlinien in einen mehrere Meter tiefen Betongraben versenken will. Ziel war, den Lärmpegel zu senken und die Sicherheit dadurch zu erhöhen, dass Gleisübergänge vermieden werden. Die Misswirtschaft der Finanzverwaltung führte die Stadt in die Krise. Als dann noch Zusagen des Bundes ausblieben, drohte der Stadt beinahe der Konkurs, der nur dadurch vermieden werden konnte, dass öffentliche Leistungen drastisch beschnitten wurden. Bis 2004 hielt die Kontroverse über OnTrac an und es ist nicht sicher, ob das Projekt jemals abgeschlossen werden wird.

## Bekannte Einwohner
- Taylor Aronson (* 1991), Eishockeyspieler
- Michael Chang (* 1972), Tennisprofi
- Kelly Claes (* 1995), Beachvolleyballspielerin
- Janet Evans (* 1971), Schwimmerin
- Michele Granger (* 1970), Softballspielerin
- Shawn Ray (* 1965), Bodybuilder und Autor
- Corrie ten Boom (1892–1983), Missionarin
- Tiger Woods (* 1975), Golfprofi